# Zadzwoń do Saula
Zadzwoń do Saula (ang. Better Call Saul) – amerykański serial telewizyjny (dramat kryminalny, czarna komedia) wyprodukowany przez Sony Pictures Television. Serial jest spin-offem Breaking Bad. Twórcami serialu są Vince Gilligan oraz Peter Gould.
W Polsce dostępny jest poprzez platformę Netflix.

## Fabuła
Serial opowiada o życiu prawnika Jamesa McGilla, zanim spotkał Waltera White’a w serialu Breaking Bad. W mniejszym stopniu skupia się także na losach Mike’a Ehrmantrauta, byłego policjanta, który stopniowo wplątuje się w interesy mafii. Z czasem coraz to ważniejszymi postaciami stają się Kim Wexler, dziewczyna McGilla, i Nacho Varga, człowiek mafii, który chce się pozbyć swych niebezpiecznych zwierzchników.
Jednocześnie w formie futurospekcji ukazane zostają późniejsze losy Saula Goodmana, który w konsekwencji wydarzeń przedstawionych w Breaking Bad ukrywa się przed wymiarem sprawiedliwości jako Gene Takavic, kierownik cukierni Cinnabon w Omaha.

### 1. sezon
Kilka lat przed wydarzeniami z Breaking Bad Saul, działający jeszcze pod swoim prawdziwym nazwiskiem Jimmy McGill, stara się o reprezentowanie Craiga i Betsy Kettlemanów, którzy zostali oskarżeni o defraudację pieniędzy. Próba przekonania ich do współpracy kończy się dla niego spotkaniem z niebezpiecznym baronem narkotykowym Tuco Salamanką i jego kompanem Nacho. Jimmy opiekuje się swoim bratem Chuckiem, który nie opuszcza domu z powodu psychosomatycznej wrażliwości na urządzenia elektryczne. Prowadząc sprawy osób starszych Jimmy odkrywa, że kilkoro seniorów zostało oszukanych przez sieć domów spokojnej starości Sandpiper. Wraz z pojawianiem się kolejnych pozwów przeciwko Sandpiper, Chuck sugeruje przekazanie sprawy swojej kancelarii prawniczej Hamlin, Hamlin & McGill. Jimmy otrzymuje niewielką zapłatę i obietnicę części honorarium po wyroku lub ugodzie, ale nie może brać udziału w sprawie. Odkrywa, że to Chuck w tajemnicy sabotuje jego karierę prawniczą z powodu osobistej urazy. HHM nawiązuje współpracę z kancelarią Davis & Main, która jednak oferuje pracę Jimmy'emu ze względu na jego wiedzę na temat sprawy Sandpiper.

### 2. sezon
Jimmy podejmuje współpracę z D&M, ale wkrótce rezygnuje, ponieważ jego nieszablonowy styl nie przystaje do ładu panującego w kancelarii. Z powodu działań Jimmy'ego Kim zostaje zdegradowana przez Howarda Hamlina, wspólnika Chucka. Mimo to pozyskuje dla HHM klienta, bank Mesa Verde. Howard wyraża zadowolenie ze współpracy z prestiżowym klientem, ale nie docenia starań Kim. W konsekwencji Kim odchodzi z HHM i zakłada własną kancelarię we wspólnej przestrzeni biurowej z Jimmym. Jimmy dokonuje sabotażu i kompromituje Chucka pracującego dla banku Mesa Verde, który zrywa współpracę z HHM i zatrudnia Kim. Chuck jednak odkrywa przekręt i nakłania Jimmy'ego do przyznania się.
Nacho zatrudnia Mike'a Ehrmantrauta do zlikwidowania Tuco. Zamiast go zabić, Mike aranżuje prowokację, w wyniku której Tuco trafia do więzienia. Starszy członek kartelu, Hector Salamanca, nabiera podejrzeń i konfrontuje się z Mikiem. Ten następnie próbuje zamordować Hectora, ale ktoś go powstrzymuje.

### 3. sezon
Chuck doprowadza do przesłuchania Jimmy'ego przed komisją dyscyplinarną, co prowadzi do zawieszenia jego licencji i przy okazji do ujawnienia, że nadwrażliwość elektromagnetyczna Chucka nie jest prawdziwa. Howard zachęca Chucka, by ten przeszedł na emeryturę. Chuck w odwecie pozywa HHM. Howard wyrzuca Chucka z kancelarii, co doprowadza go do popełnienia samobójstwa.
Przed zabiciem Hectora Mike'a powstrzymuje Gus. Mike przeprowadza ataki na ciężarówki Hectora i kradnie 250 000 dolarów z jednej z nich. Prosi Gusa o pomoc w praniu pieniędzy. Ten fikcyjnie zatrudnia Mike'a jako eksperta ds. bezpieczeństwa w firmie Madrigal i opłaca rachunki za konsultacje. Hector planuje przejąć punkt usługowy ojca Nacho. Nacho nie chce do tego dopuścić i próbuje zabić Hectora zamieniając zażywane przez niego leki na placebo. Hector dostaje udaru, ale dzięki pomocy Gusa przeżywa, lecz pozostaje w śpiączce.

### 4. sezon
Jimmy szybko dochodzi do siebie, kiedy Howard obwinia siebie za śmierć Chucka. Podczas zawieszenia licencji prawniczej Jimmy prowadzi sklep z telefonami komórkowymi, ale głównie sprzedaje telefony na karty prepaid drobnym przestępcom. Początkowo Jimmy'emu odmówiono przywrócenia licencji prawniczej z powodu braku wyrzutów sumienia po śmierci Chucka. Po apelacji i udawaniu żałoby udaje mu się wrócić do zawodu, ale okazuje się, że będzie pracował pod nazwiskiem Saul Goodman.
Gus dowiaduje się, że Nacho próbował zabić Hectora i szantażuje go, by ten działał na szkodę Salamanków. Mike sprowadza inżynierów, którzy oceniają teren pralni przemysłowej Gusa pod kątem możliwości budowy podziemnego laboratorium metamfetaminy. Gus zatrudnia Wernera Zieglera do nadzorowania budowy, ale Mike zabija go, gdy ten próbuje uciec. Hector odzyskuje przytomność, ale nie jest w stanie mówić i może poruszać tylko prawym palcem wskazującym. Na miejsce przybywa Lalo Salamanca, aby prowadzić interesy Hectora.

### 5. sezon
Działalność prawnicza Jimmy'ego jako Saula Goodmana wprowadza go w świat handlu narkotykami w Albuquerque. Tymczasem Howard składa mu propozycję pracy w HHM, co wywołuje konflikt między nimi. Kim łączy swoją pracę dla Mesa Verde i pro publico bono z uczuciem do Jimmy'ego, zaczyna w swojej pracy stosować te same nieuczciwe metody. Jimmy i Kim wspólnie opracowują plan skompromitowania Howarda, aby rozwiązać sprawę Sandpiper.
Pojawienie się Lalo w Albuquerque zmusza Gusa do wstrzymania budowy laboratorium metamfetaminy. Nacho i Mike stają się pionkami w grze pomiędzy Salamankami a Gusem. Kiedy Lalo zostaje aresztowany za morderstwo, wynajmuje Jimmy'ego do reprezentowania go i zorganizowania kaucji. Akcję przekazania pieniędzy na kaucję Jimmy nieomal przepłaca życiem. Lalo po nieudanym zamachu na swoje życie zleconym przez Gusa odkrywa, że to Nacho go wystawił.

### 6. sezon

#### Odcinki 1-9
Po zamachu na Lalo, Nacho próbuje uciekać przed Salamancami. Jednak po tym, jak Gus fałszywie zrzuca na niego odpowiedzialność, Nacho decyduje się poświęcić życie w zamian za bezpieczeństwo swojego ojca. Lalo dowiaduje się o istnieniu laboratorium Gusa.
Jimmy i Kim niszczą reputację Howarda i doprowadzają do ugody w sprawie Sandpiper. Howard konfrontuje się z nimi, lecz w trakcie spotkania zostaje zamordowany przez Lalo. Kim jest zmuszona do przeprowadzenia dywersji, podczas gdy Lalo napada na Gusa i żąda od niego ujawnienia planów laboratorium metamfetaminy. Gus zabija Lalo pistoletem, który wcześniej ukrył w laboratorium. Mike pozoruje samobójstwo Howarda, jego zwłoki wraz z ciałem Lalo chowa w dole wykopanym w laboratorium. Przerażona i dręczona wyrzutami sumienia Kim rezygnuje z zawodu prawnika i odchodzi od Jimmy'ego. Jimmy nie radzi sobie z odejściem Kim i całkowicie przeobraża się w Saula Goodmana.

#### Odcinki 10-13
Po wydarzeniach z Breaking Bad Jimmy ucieka do stanu Omaha pod nową tożsamością Gene Takovic, gdzie pracuje jako kierownik cukierni Cinnabon. Zaczyna współpracować z taksówkarzem Jeff'em i zaprzyjaźnia się z jego matką Marion. Gene dopuszcza się ostatnich przekrętów, jak obrabowanie bogacza chorego na raka. Wkrótce Marion odkrywa, iż Gene, to tak naprawdę Saul Goodman i wzywa policję. Jimmy zostaje jednak szybko schwytany i trafia do aresztu.
Tymczasem Kim przeniosła się na Florydę, gdzie pracuje w firmie zajmującej się zraszaczami wodnymi.
Jimmy trafia do sądu, gdzie w obecności Kim przyznaje się do popełnionych przez siebie przestępstw, w wyniku trafia do więzienia na 86 lat.

## Obsada

### Główna
- Bob Odenkirk jako Jimmy McGill / Saul Goodman / Gene Takavic
- Jonathan Banks jako Mike Ehrmantraut[1]
- Rhea Seehorn jako Kim Wexler[2]
- Patrick Fabian jako Howard Hamlin[2]
- Michael Mando jako Nacho Varga[2]
- Michael McKean jako Chuck McGill (sezony 1–3, gościnnie w 4 i 6)[3]
- Giancarlo Esposito jako Gus Fring (sezony 3–6)
- Tony Dalton jako Lalo Salamanca (sezony 5–6, drugoplanowo w 4)

### Role drugoplanowe
- Raymond Cruz jako Tuco Salamanca (sezon 1, gościnnie w 2)
- Julie Ann Emery jako Betsy Kettleman (sezon 1, gościnnie w 6)
- Jeremy Shamos jako Craig Kettleman (sezon 1, gościnnie w 6)
- Kerry Condon jako Stacey Ehrmantraut (sezony 1–5, gościnnie w 6)
- Dennis Boutsikaris jako Rich Schweikart
- Ed Begley Jr. jako Clifford Main
- Mark Proksch jako Daniel Wormald
- Rex Linn jako Kevin Wachtell
- Cara Pifko jako Paige Novick
- Maximino Arciniega jako Domingo „Krazy-8” Molina
- Mark Margolis jako Hector Salamanca
- Tina Parker jako Francesca Liddy
- Jeremiah Bitsui jako Victor
- Ray Campbell jako Tyrus Kitt
- Steven Bauer jako Don Eladio Vuente
- Javier Grajeda jako Juan Bolsa
- Lavell Crawford jako Huell Babineaux,
- Laura Fraser jako Lydia Rodarte-Quayle
- Keiko Agena jako Viola Goto
- Ann Cusack jako Rebecca Bois
- Juan Carlos Cantu jako Manuel Varga

## Odcinki
| Sezon | Sezon | Odcinki | Oryginalna emisja AMC | Oryginalna emisja AMC | Oryginalna emisja Netflix | Oryginalna emisja Netflix | Oryginalna emisja Netflix |
| Sezon | Sezon | Odcinki | Premiera sezonu       | Finał sezonu          | Premiera sezonu           | Finał sezonu              |                           |
| ----- | ----- | ------- | --------------------- | --------------------- | ------------------------- | ------------------------- | ------------------------- |
|       | 1     | 10      | 8 lutego 2015         | 6 kwietnia 2015       | 6 stycznia 2016           | 6 stycznia 2016           |                           |
|       | 2     | 10      | 15 lutego 2016        | 18 kwietnia 2016      | 15 lutego 2016            | 18 kwietnia 2016          |                           |
|       | 3     | 10      | 10 kwietnia 2017      | 19 czerwca 2017       | 11 kwietnia 2017          | 20 czerwca 2017           |                           |
|       | 4     | 10      | 6 sierpnia 2018       | 8 października 2018   | 7 sierpnia 2018           | 9 października 2018       |                           |
|       | 5     | 10      | 23 lutego 2020        | 20 kwietnia 2020      | 24 lutego 2020            | 24 kwietnia 2020          |                           |
|       | 6     | 13      | 18 kwietnia 2022      | 15 sierpnia 2022      | 19 kwietnia 2022          | 17 sierpnia 2022          |                           |

## Produkcja
12 września 2013 roku, stacja AMC zamówiła pierwszy sezon serialu. Jeszcze przed jego premierą, 20 czerwca 2014, zamówiono sezon drugi.
16 marca 2016, stacja AMC ogłosiła zamówienie trzeciego sezonu. 28 czerwca 2017, stacja AMC przedłużyła serial o czwarty sezon.
W maju 2018, ogłoszono datę premiery sezonu czwartego, która odbyła się 6 sierpnia 2018. Na tydzień przed nią, AMC ogłosiło zamówienie piątego sezonu serialu.
17 stycznia 2020 roku AMC ogłosiła przedłużenie serialu o szósty sezon, który jest finałową serią.

## Premiera
Początkowo serial miał zadebiutować w listopadzie 2014 roku, ale stacja przesunęła premierę serialu na 2015 rok. Premierowy odcinek serialu został wyemitowany 8 lutego 2015 roku przez AMC.

## Odbiór

### Reakcja krytyków
Serial spotkał się z bardzo dobrą reakcją krytyków. W agregatorze recenzji Rotten Tomatoes, ogólny wynik serialu wyniósł 98%, a w agregatorze Metacritic 86 punktów na sto. Z kolei w polskim agregatorze Mediakrytyk, średnia ocen wyniosła 8,9 na 10.